# Paul-Joseph Bordes
Paul Joseph Bordes est un homme politique français né le 14 avril 1761 à Rimont (Ariège) et mort le 13 août 1847 au même lieu.

## Biographie
Administrateur municipal à Rimont, est juge de paix puis commissaire près l'administration centrale du département. Il est député de l'Ariège à la Convention, comme suppléant et est appelé à siéger le 15 floréal an III (4 mai 1795) pour remplacer Marc-Guillaume-Alexis Vadier, condamné à la déportation le 12 germinal an III (1er avril 1795).
Il passe au Conseil des Cinq-Cents le 22 vendémiaire an IV. Favorable au coup d'État du 18 Brumaire, il siège au corps législatif jusqu'en 1803.